# Accordo dei Contrari
Accordo dei Contrari (abbreviato AdC) è un gruppo musicale italiano di rock progressivo/jazz rock/art rock, formato nel 2001 a Bologna.
Il gruppo ha all'attivo partecipazioni a festival di musica progressive europei e statunitensi, tra cui Altrock Festival a Milano, Progrésiste a Verviers (Belgio), Cheese Prog Festival a Strasburgo (Francia), Gong Festival di Parma e Bologna, FreakShow a Würzburg (Germania), ProgDay (Chapel Hill, Stati Uniti), Crescendo a Saint Palais Sur Mer in Francia, MAMFest (Madrid, Spagna), ProgStock (Rahway, NJ, Stati Uniti).

## Storia del gruppo
Nati come trio composto da Giovanni Parmeggiani (tastiere), Cristian Franchi (batteria) e Alessandro Pedrini (chitarra), sostituito l'anno seguente da Marco Marzo (chitarra), nel 2003 si è unito Daniele Piccinini (basso). Nel 2004 si è aggiunto Vladimiro Cantaluppi (violino), che ha poi lasciato la formazione nel 2006.
Stabilizzata la formazione come quartetto, il gruppo ha inciso nel 2007 il primo album Kinesis (AltrOck), caratterizzato da un jazz rock progressivo piuttosto aggressivo che in alcuni momenti ricorda i Soft Machine di Bundles. Dopo il primo lavoro il gruppo pubblica nel 2011 Kublai, autoprodotto.
Tre anni dopo esce il terzo album AdC per la AltrOck.
Dal settembre 2014, dopo l'uscita di Daniele Piccinini dal gruppo, la band inizia a lavorare come trio al suo quarto album, Violato Intatto, e il sassofonista Stefano Radaelli entra in formazione nel gennaio 2016. Violato Intatto esce nel 2017.
Il quinto album, UR-, è stato pubblicato nel 2021 da Cuneiform Records.

## Formazione

### Formazione attuale
- Giovanni Parmeggiani (tastiere)
- Cristian Franchi (batteria)
- Marco Marzo (chitarra)
- Stefano Radaelli (sax contralto, sax baritono)

### Ex componenti
- Daniele Piccinini (basso)
- Alessandro Pedrini (chitarra)
- Vladimiro Cantaluppi (violino)

## Discografia

### Album in studio
- 2007 - Kinesis (AltrOck)
- 2011 - Kublai (autoprodotto)
- 2014 - AdC (AltrOck)
- 2017 - Violato Intatto (versione CD autoprodotta, versione LP Ma.Ra.Cash)
- 2021 - UR- (Cuneiform)